# Joseph Arthur Ankrah
General-bojnik Joseph Arthur Ankrah (Accra, 18. kolovoza 1915. – Accra, 25. studenog 1992.), ganski vojnik, političar, i državnik,1. državni poglavar Gane.
Rodio se u Accri, kao sin trgovkinje, i nadglednika jednog kršćanskog društva. Potjecao je iz plemena Ga. Već sa 6 godina počinje naobrazbu u metodističkoj školi, a kasnije se školuje na raznim institucijama.
Kada je izbio Drugi svjetski rat, postao je poznat kao dobar vojnik i rođeni vođa, za svoja djela je primio mnoga priznanja, a jedini je u Leopoldvilleu dobio Vojni križ, visoko vojno odličje. U vojci se brzo uspinjao po činovima, pa je od bojnika, postao general-bojnik. Tijekom građanskog rata u Nigeriji, posredovao je među zaraćenim stranama. Iz vojske je otpušten u 50. godini s činom general-bojnika, zbog optužbi za planiranje puča.
Puč je i izvršen 24. veljače 1966. godine. Vojska je svrgnula predsjednika Nkrumaha, te je stvoreno vijeće koje je vladalo. Iako nije bio umiješan u puč, jer je nakon vojne karijere postao bankar, ipak je imenovan Vođom države i predsjednikom vijeća. Na mjestu predsjednika Organizacije afričkog jedinstva zamijenio je Kwamea.
Ipak odstupio je nakon tri godine zbog korupcionaške afere. Umro je prirodnom smrću u 77. godini. Pokopan je u Accri.